# Lista de participantes de A Fazenda

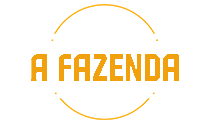
Logotipo padrão usado atualmente em A Fazenda.

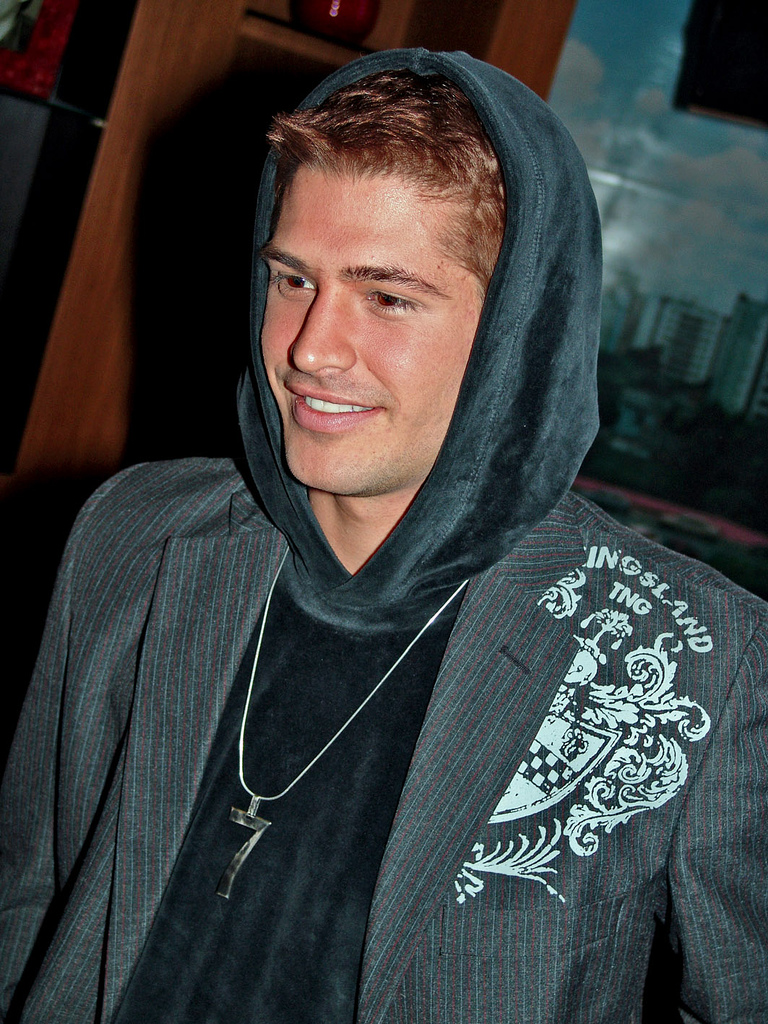
Dado Dolabella, edição 1.

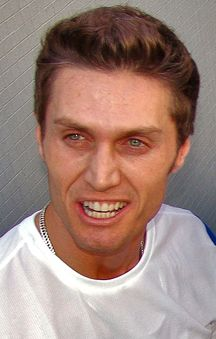
André Segatti, edição 2.

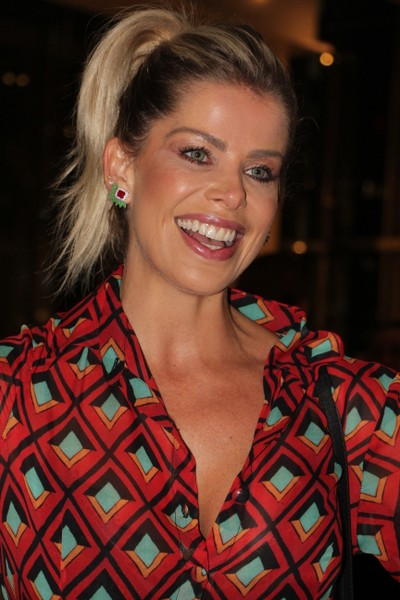
Karina Bacchi, edição 2.

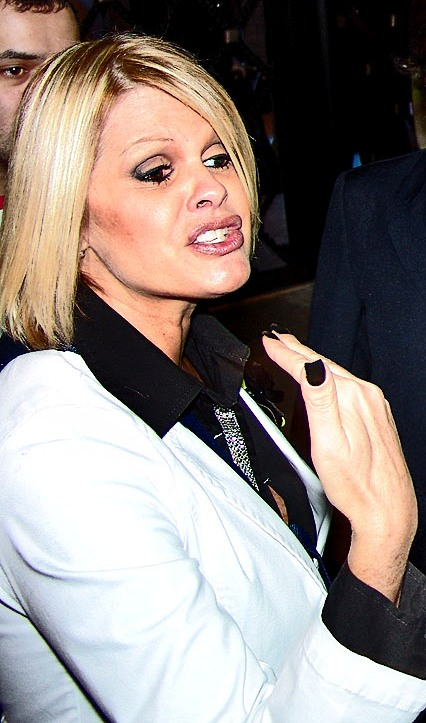
Monique Evans, edições 3 e 4.

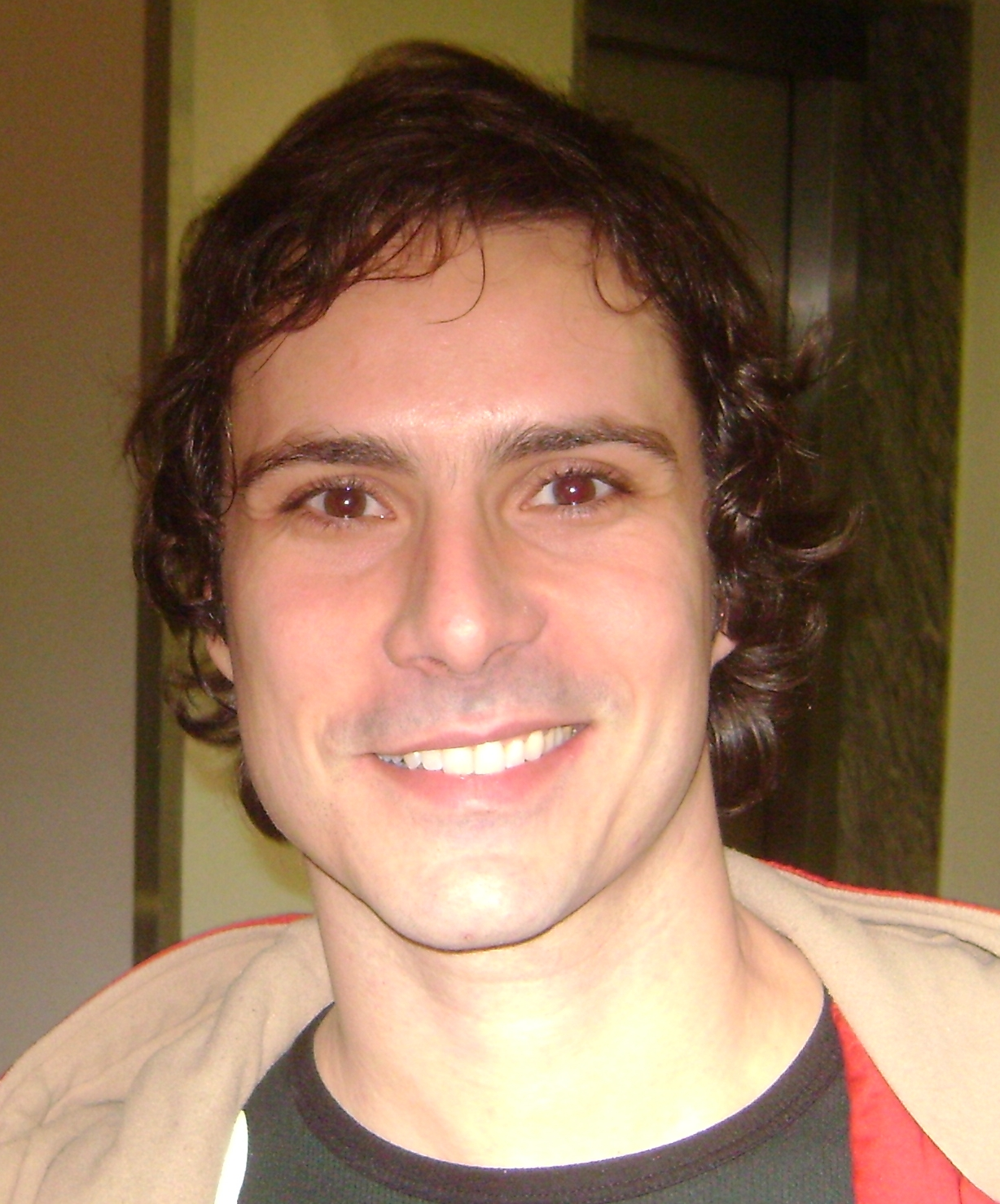
Sérgio Abreu, edição 3.

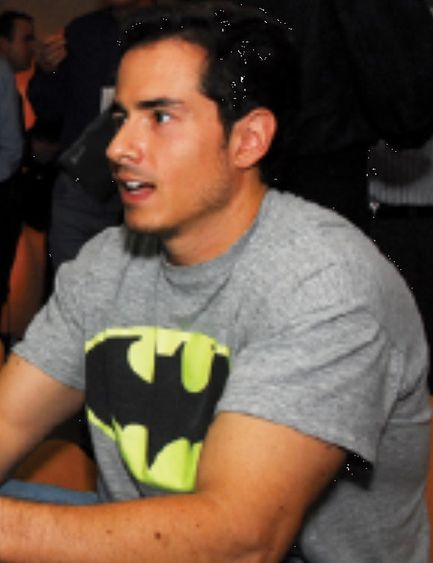
Felipe Folgosi, edição 5.

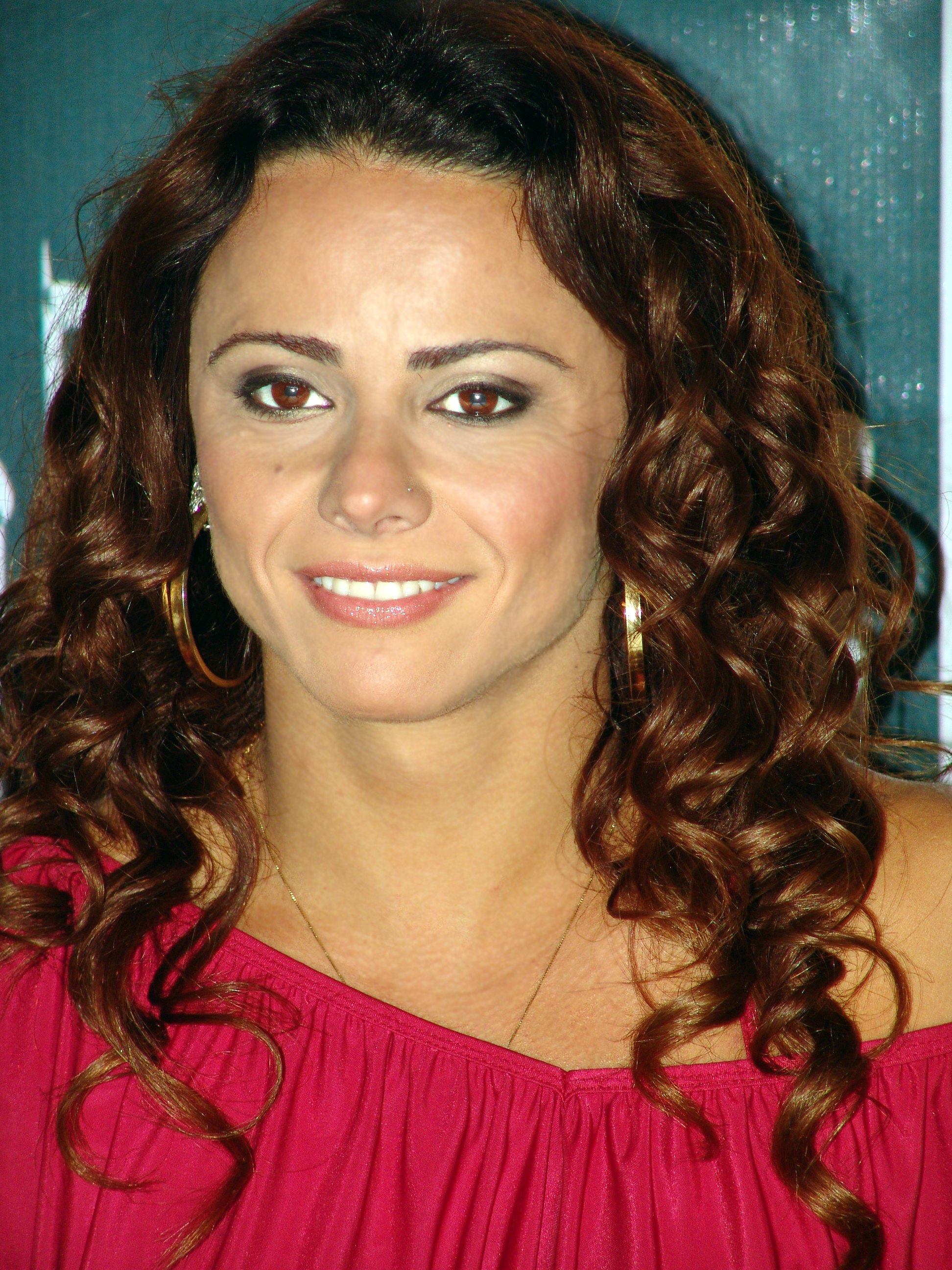
Viviane Araújo, edição 5.

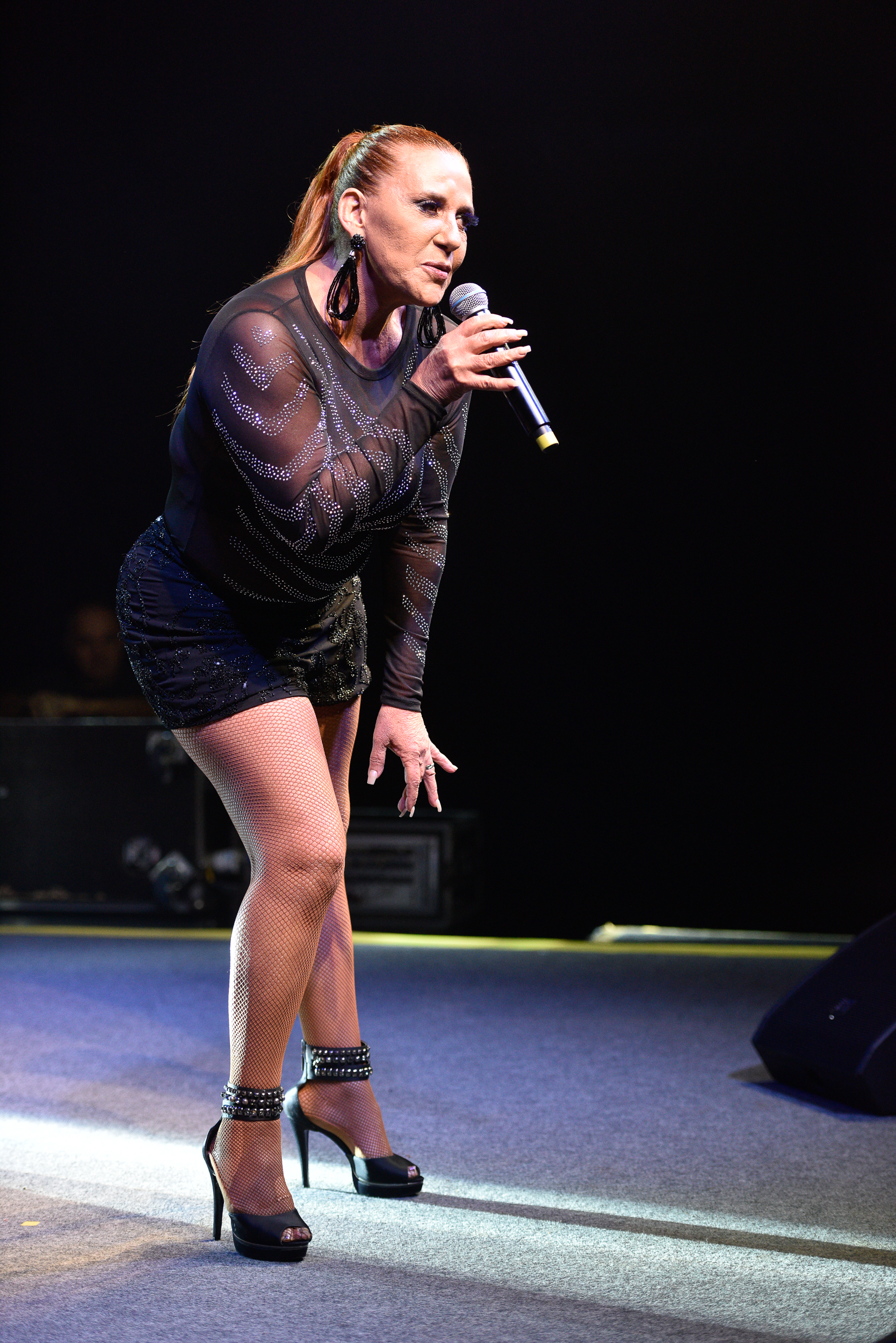
Rita Cadillac, edições 6 e 9.

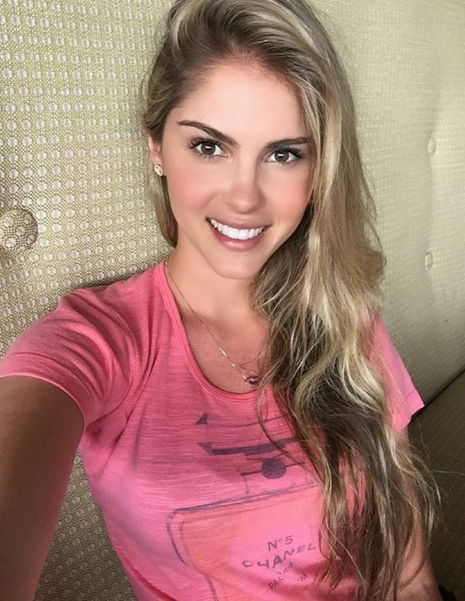
Bárbara Evans, edição 6.

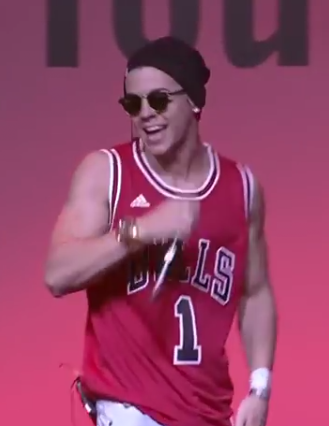
Biel, edição 12.

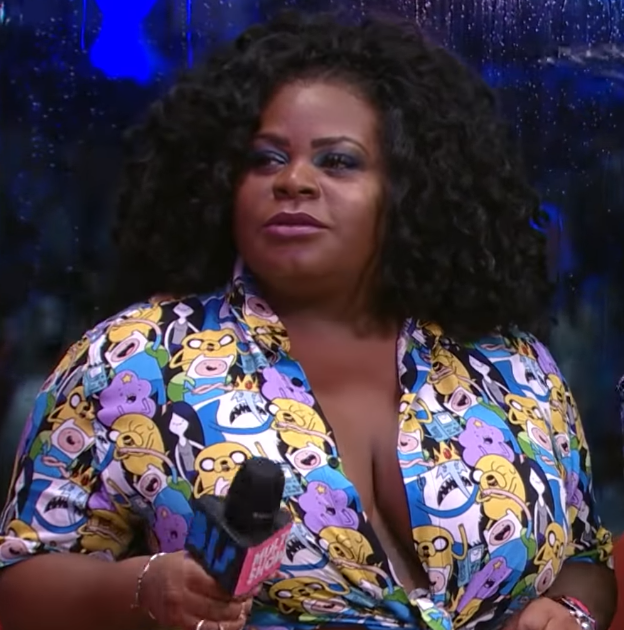
Jojo Todynho, edição 12.

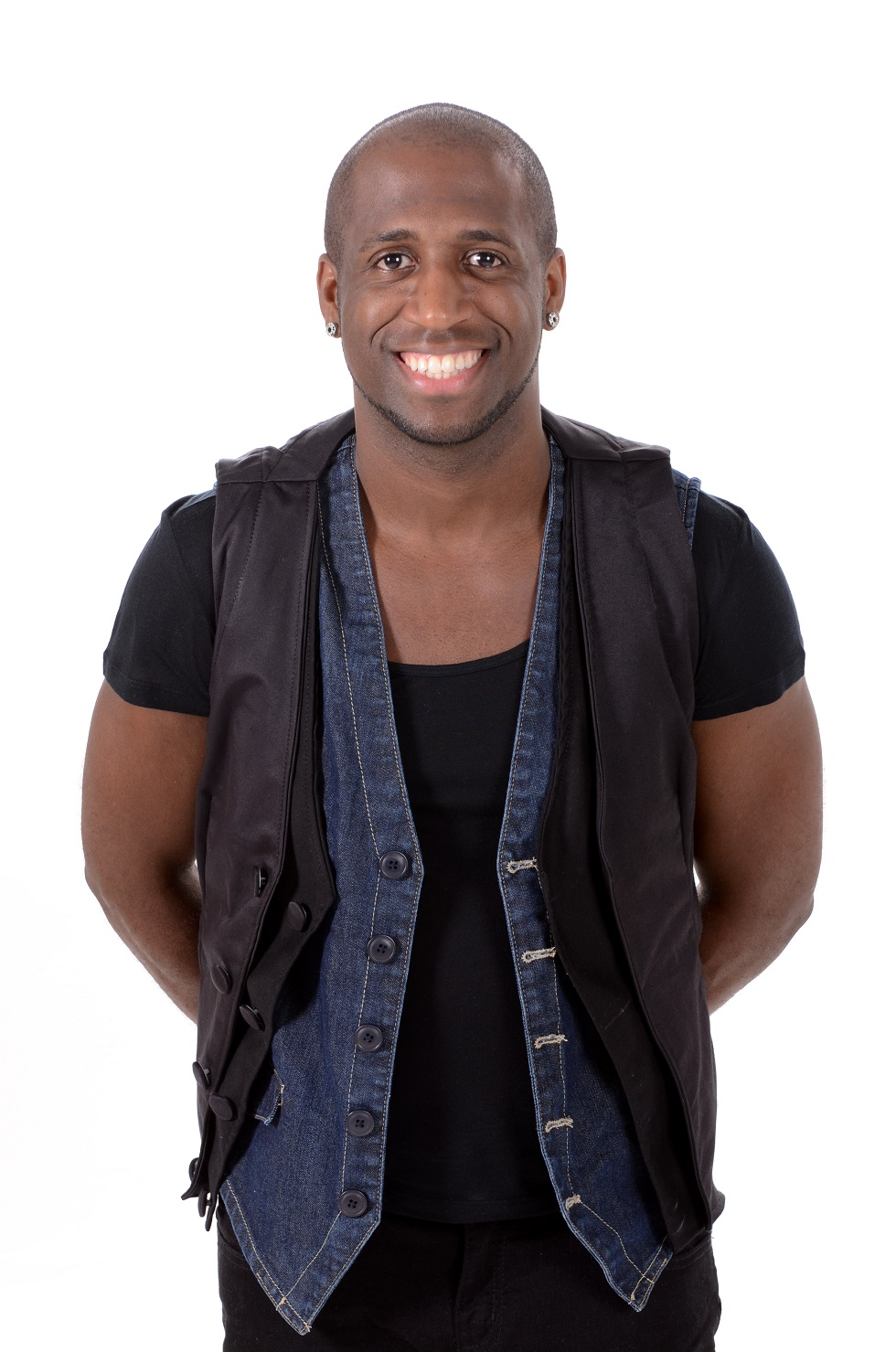
André Marinho, edição 14.

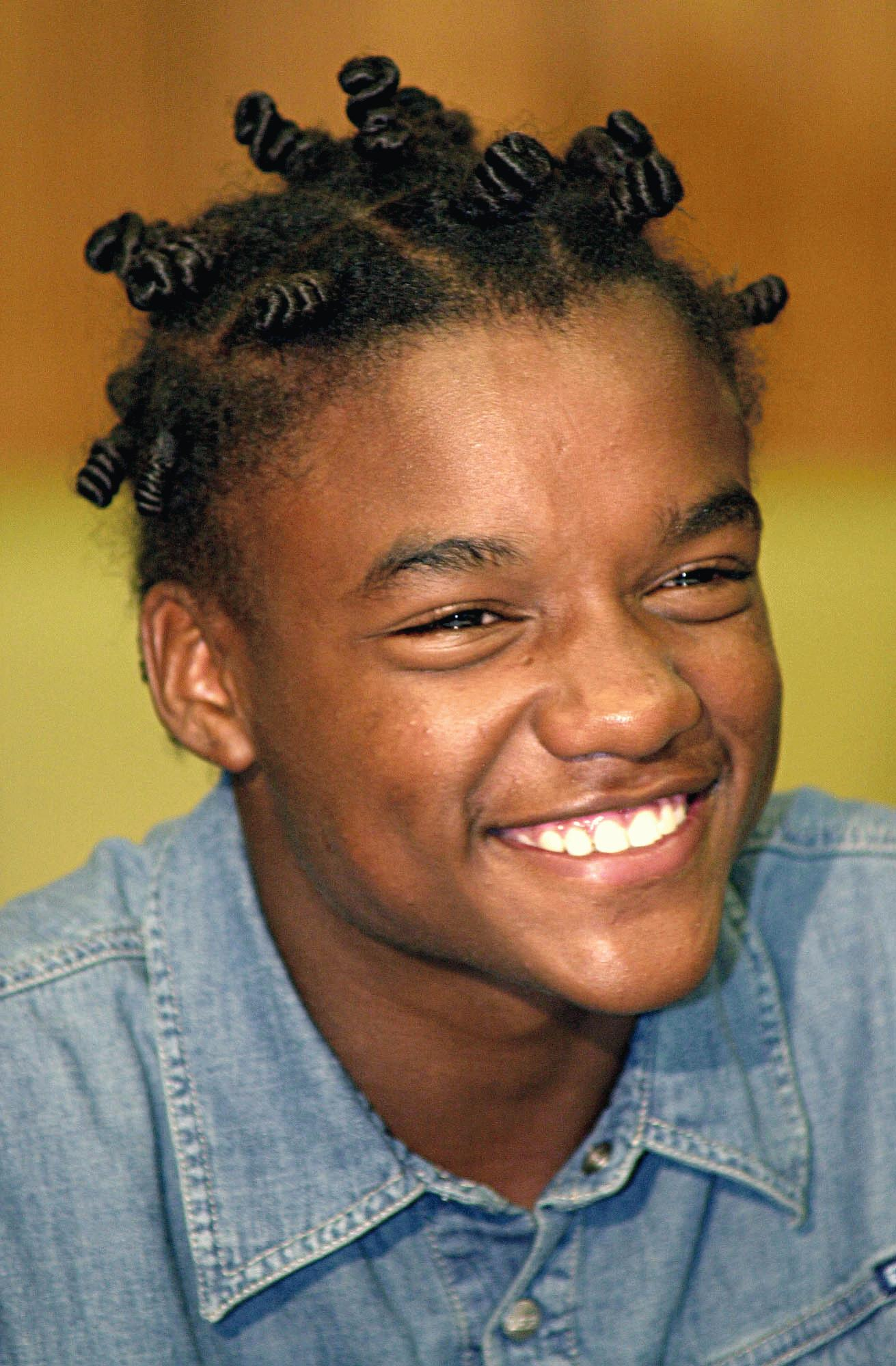
Darlan Cunha, edição 15.

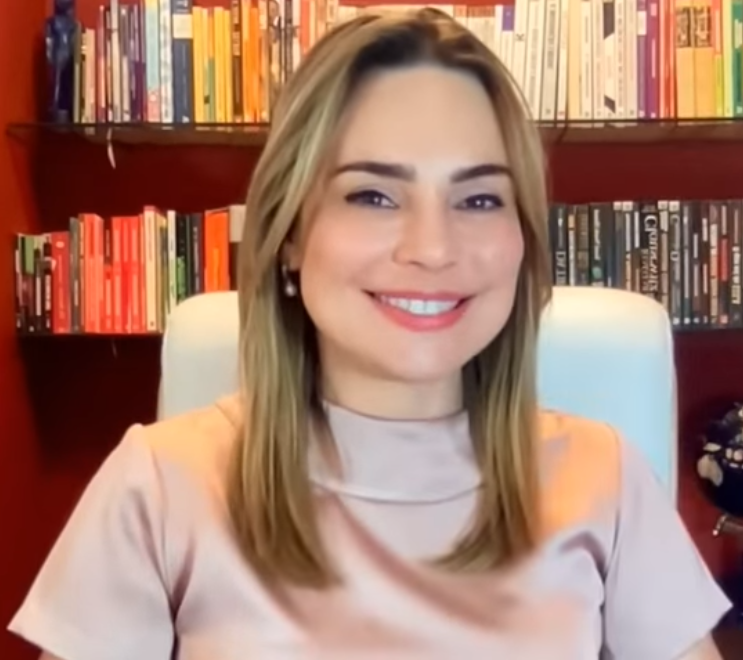
Rachel Sheherazade, edição 15.

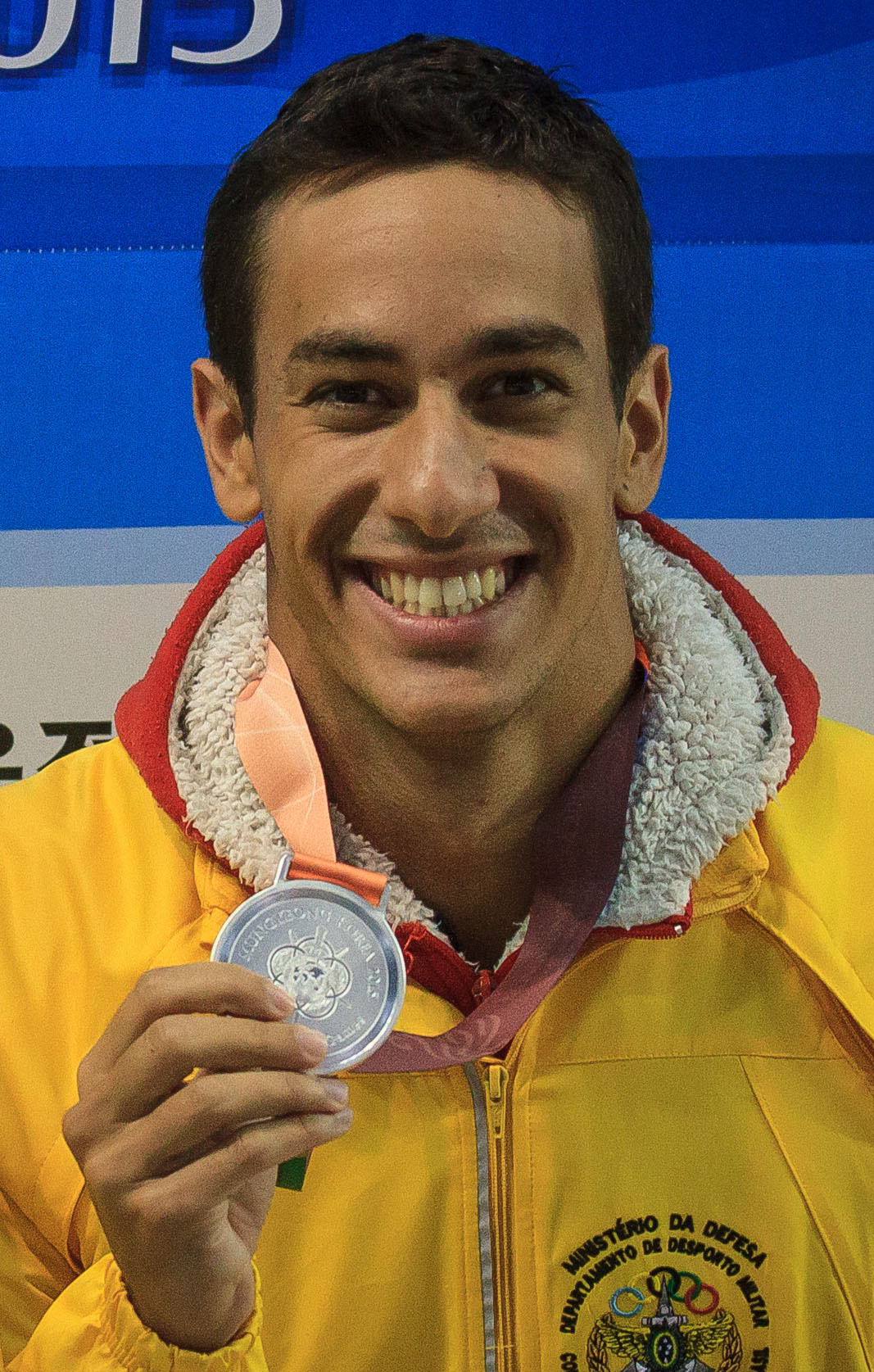
Henrique Martins, edição 15.

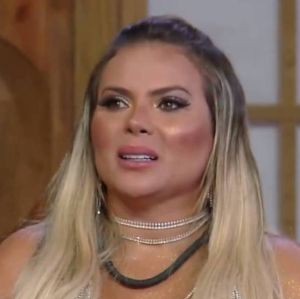
Kally Fonseca, edição 15.

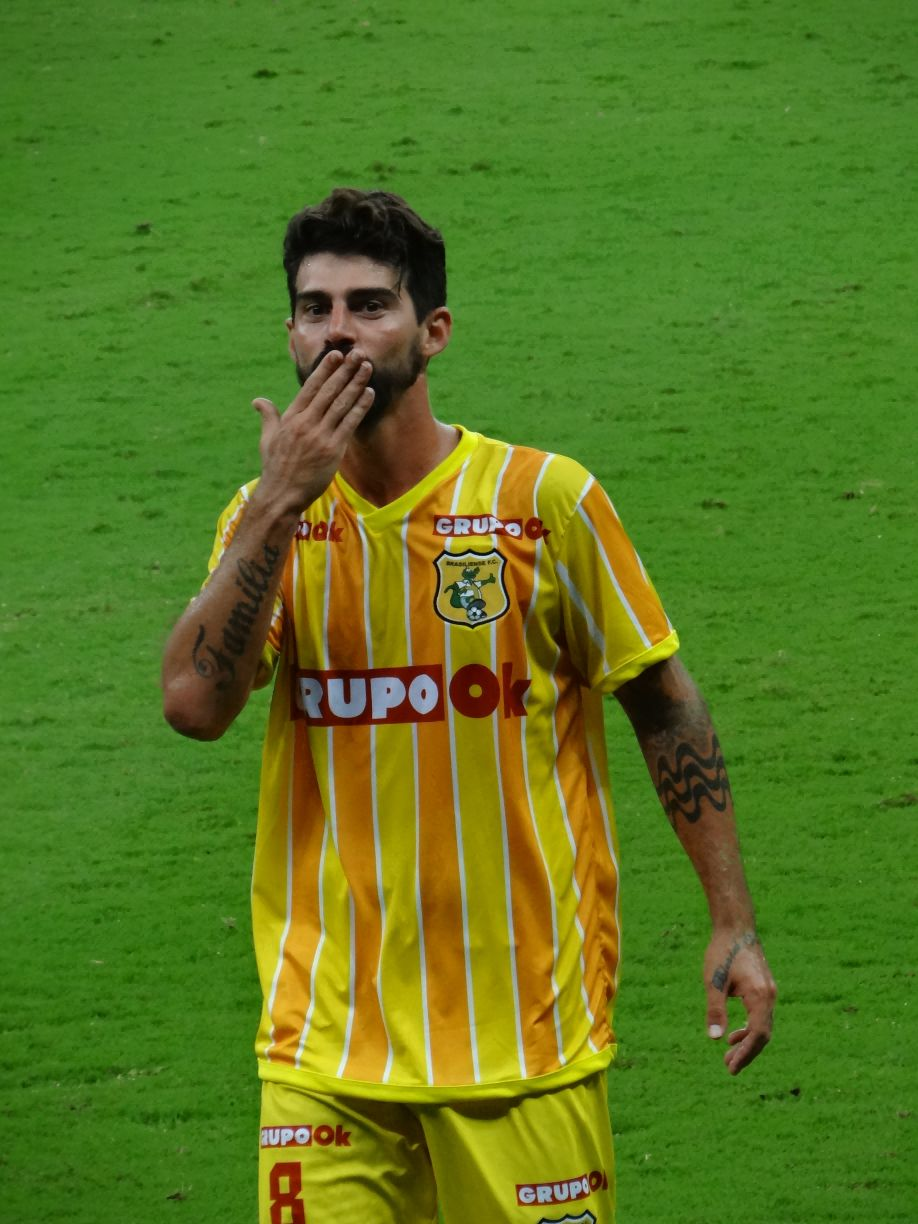
Radamés Furlan, edição 15.

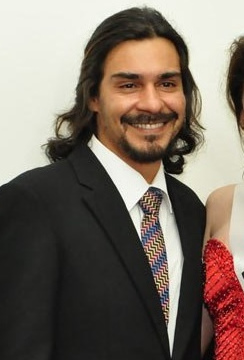
André Gonçalves, edição 15.

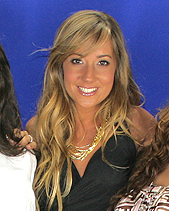
Vivi Fernandez, edição 16.

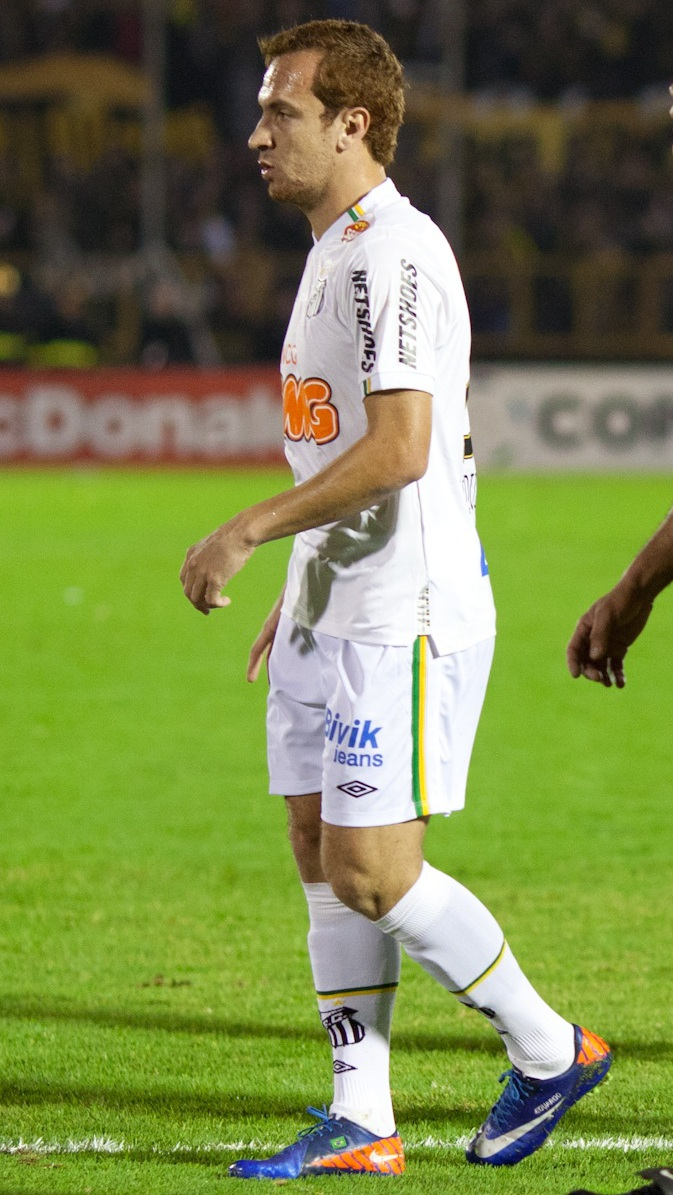
Zé Love, edição 16.

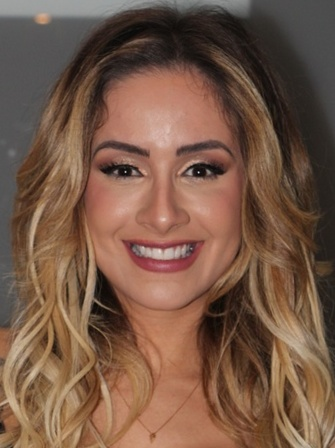
Babi Muniz, edição 16.

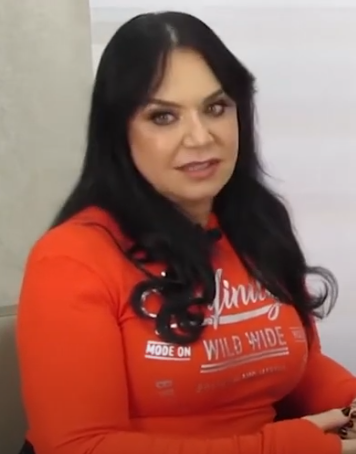
Flor Fernandez, edição 16.

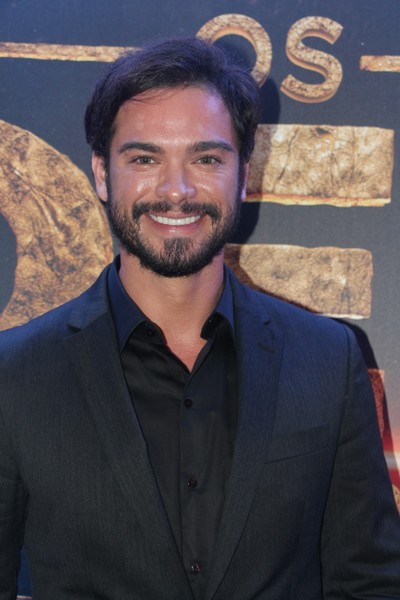
Sidney Sampaio, edição 16.

A lista dos participantes de todas as edições de A Fazenda reúne todos os indivíduos que participaram do programa, um reality show transmitido pela RecordTV, entre sua primeira edição, em 2009, até a mais recente edição, em 2024. O programa é transmitido sobre diferentes nomes em vários países. A versão brasileira foi criada em 2009 e desde a sétima edição, tem sido realizada anualmente entre setembro e dezembro. Sua primeira edição (2009) começou com o apresentador Britto Júnior que permaneceu até a sétima edição (2014), posteriormente sendo apresentada por Roberto Justus (2015–2017), seguido por Marcos Mion (2018–2020), até este ser substituído por Adriane Galisteu em 2021, sendo a atual apresentadora do programa. Houve uma edição do reality show com pessoas anônimas, a Fazenda de Verão que foi apresentada pelo ator e apresentador Rodrigo Faro. Esta temporada estreou em 31 de outubro de 2012 e foi até 30 de janeiro de 2013. No reality show, os participantes são confinados em uma fazenda real, sendo vigiados por câmeras 24 horas por dia, sem conexão com o mundo exterior. Todos os participantes concorrem a um prêmio de R$2 milhões de reais em prêmios, sendo R$1,5 milhão de reais para o grande vencedor e mais R$500 mil em prêmios (carros, viagens, celulares, eletrodomésticos e etc.) distribuídos ao longo da temporada.

## Sobre os participantes

### Demografia
Até 2024, 272 celebridades já competiram na disputa pelo prêmio (contando com a edição do spin-off (Fazenda de Verão), totalizam-se 294 participantes). Nove participantes disputaram em duas edições. Estes participantes foram: Monique Evans (A Fazenda 3 e 4), Fábio Arruda (A Fazenda 1 e 9), Adriana Bombom (A Fazenda 2 e 9), Dinei (A Fazenda 4 e 9), Nicole Bahls (A Fazenda 5 e 9), Rita Cadillac (A Fazenda 6 e 9), Ana Paula Minerato (A Fazenda 8 e 9), Nadja Pessoa (A Fazenda 10 e 15) e Shayan Haghbin (A Fazenda 14 e 15). Na sétima edição, as cantoras gêmeas Pepê & Neném participaram do reality show da RecordTV. Pela primeira vez em um reality show brasileiro, duas participantes disputaram o programa como se fossem apenas uma competidora no jogo. O estado de São Paulo possui o maior número de participantes da 1ª até a 15ª edição com 80 participantes. Seguido por Rio de Janeiro com 78, Minas Gerais com 21, Rio Grande do Sul com 13, Paraná com onze, Goiás com dez, Bahia e Santa Catarina com nove, Distrito Federal e Pernambuco com seis, Alagoas e Espírito Santo com três, Acre, Ceará, Mato Grosso e Mato Grosso do Sul com dois e Amazonas, Maranhão, Pará ,Sergipe, Rondônia, Rio Grande do Norte e Paraíba com apenas um. Já os estados de Amapá, Piauí, Roraima e Tocantins nunca tiveram representantes até a 15ª edição. 4 estrangeiros participaram do programa: uma sérvia (Duda Yankovich), um porto-riquenho (Roy Rosselló), uma italiana (Valentina Francavilla) e um iraniano (Shayan Haghbin).
Nota: Os participantes que entraram em duas edições foram contados apenas uma vez. As irmãs gêmeas Pepê & Neném, que participaram de A Fazenda 7 como se fossem uma participante só, também foram contadas apenas uma vez.

### Estatísticas
Em todas as edições de A Fazenda, oito foram expulsos: Duda Yankovich (A Fazenda 4), Nadja Pessoa (A Fazenda 10), Cátia Paganote (A Fazenda 10), Phellipe Haagensen (A Fazenda 11), Nego do Borel (A Fazenda 13), Tiago Ramos (A Fazenda 14), Shayan Haghbin (A Fazenda 14) e Rachel Sheherazade (A Fazenda 15). Nove participantes desistiram voluntariamente, foram eles: Bárbara Koboldt (A Fazenda 1), Gretchen (A Fazenda 5), Thiago Servo (A Fazenda 8), Fernanda Medrado (A Fazenda 13), Deolane Bezerra (A Fazenda 14), Pétala Barreiros (A Fazenda 14), Lucas Souza (A Fazenda 15), Zaac (A Fazenda 16) e Fernanda Campos (A Fazenda 16). Na Fazenda de Verão, um participante foi expulso: Lucas Barreto e três desistiram voluntariamente: Rodrigo Simões, Halan Assakura e Haysam Ali.
A participante mais jovem a entrar na casa foi Bia Miranda (A Fazenda 14), com 18 anos de idade. O mais velho a entrar na casa foi Nahim (A Fazenda: Nova Chance), que entrou na casa aos 65 anos de idade. Oscar Maroni é o ex-participante mais velho, atualmente com 74 anos, e a ex-participante mais jovem é Bia Miranda, atualmente com 21 anos.
Os participantes mais jovens a vencer o reality foram Bárbara Evans (A Fazenda 6) e Douglas Sampaio (A Fazenda 8), ambos com 22 anos de idade. O mais velho a vencer foi Rafael Ilha (A Fazenda 10: + Conectada), com 45 anos de idade.
Três ex-participantes já faleceram: 
- Heloísa Faissol, participante de A Fazenda 7, que faleceu em fevereiro de 2017 aos 46 anos de idade. Heloísa foi encontrada morta em seu apartamento na cidade do Rio de Janeiro, onde ela havia cometido o suicídio. Uma carta foi encontrada por agentes da 13ª Delegacia Policial de Ipanema na sala da residência, onde Heloísa Faissol foi encontrada morta. A carta fazia referência à depressão que ela vinha sofrendo. De acordo com os agentes da Polícia Civil que estiveram no local, Heloísa estava sozinha em sua residência no momento da morte e o seu apartamento não tinha sinais de arrombamento.[13][14][15]
- Nahim, participante de A Fazenda 9, que faleceu em junho de 2024 aos 71 anos de idade. Nahim foi encontrado morto em sua casa na cidade de Taboão da Serra. Um funcionário de uma empresa de telefonia estava fazendo uma instalação na rua da residência do cantor, onde ele teria visto o corpo de Nahim caído dentro da sua casa. Este funcionário da empresa de telefonia acionou a Polícia Militar, que atendeu a ocorrência e foi até o local. Os policiais militares apuraram que Nahim estava sozinho em sua residência, quando veio a falecer após cair da escada que fica dentro da sua casa. A perícia feita pela Polícia Civil concluiu que Nahim perdeu a consciência ou teve morte súbita por uso de drogas e logo depois, veio a cair da escada, onde ele fraturou o crânio.[16][17][18]
- Fábio Arruda, participante de A Fazenda 1 e 9, que faleceu em setembro de 2024 aos 54 anos de idade, em sua casa na cidade de São Paulo. A suspeita é que  ele tenha sofrido um infarto. Três dias antes de falecer, Fábio havia feito um procedimento de cateterismo por conta da obstrução de uma artéria no coração e em seguida recebido alta.[19][20][21]

As informações referentes a profissão dos participantes estão de acordo com o momento em que ingressaram no programa.
|  | Segunda participação |

†: participante falecido
| Edição                      | Nome                    | Idade                                       | Ocupação                                      | Origem                     | Resultado          | Classificação |
| --------------------------- | ----------------------- | ------------------------------------------- | --------------------------------------------- | -------------------------- | ------------------ | ------------- |
| 1                           | Franciely Freduzeski    | 30                                          | Atriz                                         | Laranjeiras do Sul - PR    | Eliminada: Dia 08  | 15            |
| 1                           | Bárbara Koboldt         | 33                                          | Reporter                                      | Porto Alegre - RS          | Desistente: Dia 09 | 14            |
| 1                           | Babi Xavier             | 34                                          | Atriz e apresentadora                         | Niterói - RJ               | Eliminada: Dia 15  | 13            |
| 1                           | Théo Becker             | 32                                          | Ator                                          | Pelotas - RS               | Eliminado: Dia 22  | 12            |
| 1                           | Fábio Arruda †          | 38                                          | Consultor de etiqueta                         | Rio de Janeiro - RJ        | Eliminado: Dia 29  | 11            |
| 1                           | Miro Moreira            | 25                                          | Modelo                                        | São Paulo - SP             | Eliminado: Dia 36  | 10            |
| 1                           | Luciele di Camargo      | 31                                          | Atriz                                         | Goiânia - GO               | Eliminada: Dia 43  | 9             |
| 1                           | Mirella Santos          | 25                                          | Bailarina                                     | Florianópolis - SC         | Eliminada: Dia 50  | 8             |
| 1                           | Jonathan Haagensen      | 25                                          | Ator                                          | Rio de Janeiro - RJ        | Eliminado: Dia 57  | 7             |
| 1                           | Fabiana Alvarez         | 32                                          | Atriz                                         | São José do Rio Preto - SP | Eliminada: Dia 64  | 6             |
| 1                           | Danielle Souza          | 28                                          | Assistente de palco                           | Lages - SC                 | Eliminada: Dia 71  | 5             |
| 1                           | Pedro Leonardo          | 22                                          | Cantor                                        | Anápolis - GO              | Eliminado: Dia 78  | 4             |
| 1                           | Carlinhos da Silva      | 28                                          | Humorista                                     | São Paulo - SP             | Eliminado: Dia 81  | 3             |
| 1                           | Danni Carlos            | 33                                          | Cantora                                       | Rio de Janeiro - RJ        | Finalista: Dia 85  | 2             |
| 1                           | Dado Dolabella          | 28                                          | Ator                                          | Rio de Janeiro - RJ        | Finalista: Dia 85  | 1             |
| 2                           | Ana Paula Oliveira      | 31                                          | Bandeirinha, jornalista e apresentadora de TV | Hortolândia - SP           | Eliminada: Dia 08  | 14            |
| 2                           | Maria João Abujamra     | 28                                          | Atriz, repórter e empresária                  | São Paulo - SP             | Eliminada: Dia 15  | 13            |
| 2                           | Adriana Bombom          | 35                                          | Atriz, dançarina, apresentadora e empresária  | Rio de Janeiro - RJ        | Eliminada: Dia 22  | 12            |
| 2                           | Andressa Oliveira       | 21                                          | Modelo e atriz                                | Quirinópolis - GO          | Eliminada: Dia 29  | 11            |
| 2                           | Fernando Scherer (Xuxa) | 35                                          | Atleta e empresário                           | Florianópolis - SC         | Eliminado: Dia 36  | 10            |
| 2                           | Maurício Manieri        | 39                                          | Músico                                        | São Bernardo do Campo - SP | Eliminado: Dia 43  | 9             |
| 2                           | Caco Ricci              | 31                                          | Modelo                                        | São Paulo - SP             | Eliminado: Dia 50  | 8             |
| 2                           | Sheila Mello            | 31                                          | Atriz e dançarina                             | São Paulo - SP             | Eliminada: Dia 57  | 7             |
| 2                           | Cacau Melo              | 25                                          | Atriz                                         | Rio de Janeiro - RJ        | Eliminada: Dia 64  | 6             |
| 2                           | MC Leozinho             | 32                                          | Cantor e compositor                           | Niterói - RJ               | Eliminado: Dia 71  | 5             |
| 2                           | Igor Cotrim             | 35                                          | Ator e músico                                 | São Paulo - SP             | Eliminado: Dia 78  | 4             |
| 2                           | Mateus Rocha            | 35                                          | Ator e músico                                 | Niterói - RJ               | Eliminado: Dia 85  | 3             |
| 2                           | André Segatti           | 37                                          | Modelo e ator                                 | São Paulo - SP             | Finalista: Dia 89  | 2             |
| 2                           | Karina Bacchi           | 33                                          | Atriz e modelo                                | São Manuel - SP            | Finalista: Dia 89  | 1             |
| 3                           | Monique Evans           | 54                                          | Apresentadora e atriz                         | Rio de Janeiro - RJ        | Eliminada: Dia 11  | 15            |
| 3                           | Geisy Arruda            | 21                                          | Empresária                                    | Diadema - SP               | Eliminada: Dia 18  | 14            |
| 3                           | Tico Santa Cruz         | 32                                          | Cantor e escritor                             | Rio de Janeiro - RJ        | Eliminado: Dia 25  | 13            |
| 3                           | Sérgio Mallandro        | 52                                          | Humorista                                     | Rio de Janeiro - RJ        | Eliminado: Dia 32  | 11            |
| 3                           | Nany People             | 45                                          | Atriz e humorista                             | Machado - MG               | Eliminada: Dia 39  | 12            |
| 3                           | Dudu Pelizzari          | 25                                          | Ator                                          | São Paulo - SP             | Eliminado: Dia 46  | 10            |
| 3                           | Viola                   | 41                                          | Jogador de futebol                            | São Paulo - SP             | Eliminado: Dia 53  | 9             |
| 3                           | Carlos Carrasco         | 44                                          | Maquiador e cabeleireiro                      | Santo André - SP           | Eliminado: Dia 59  | 8             |
| 3                           | Andressa Soares         | 22                                          | Cantora e dançarina                           | Rio de Janeiro - RJ        | Eliminada: Dia 67  | 7             |
| 3                           | Janaina Jacobina        | 29                                          | Apresentadora e repórter                      | Cuiabá - MT                | Eliminada: Dia 74  | 6             |
| 3                           | Ana Carolina Dias       | 22                                          | Atriz                                         | Rio de Janeiro - RJ        | Eliminada: Dia 79  | 5             |
| 3                           | Luiza Gottschalk        | 26                                          | Atriz e apresentadora                         | São Paulo - SP             | Eliminada: Dia 84  | 4             |
| 3                           | Lisi Benitez            | 30                                          | Modelo                                        | Porto Alegre - RS          | Finalista: Dia 87  | 3             |
| 3                           | Sérgio Abreu            | 34                                          | Ator                                          | Rio de Janeiro - RJ        | Finalista: Dia 87  | 2             |
| 3                           | Daniel Bueno            | 33                                          | Modelo                                        | Porto Alegre - RS          | Finalista: Dia 87  | 1             |
| 4                           |                         |                                             |                                               |                            |                    |               |
| Renata Banhara              | 36                      | Personalidade da mídia                      | Taubaté - SP                                  | Eliminada: Dia 11          | 16                 |               |
| François Teles              | 37                      | Modelo                                      | Ipgatinga - MG                                | Eliminado: Dia 18          | 15                 |               |
| Duda Yankovich              | 34                      | Lutadora de MMA                             | Jagodina - Sérvia                             | Expulsa: Dia 23            | 14                 |               |
| Taciane Ribeiro             | 23                      | Modelo                                      | Itapira - SP                                  | Eliminada: Dia 25          | 13                 |               |
| João Kléber                 | 53                      | Apresentador                                | São Paulo - SP                                | Eliminado: Dia 32          | 12                 |               |
| Dani Bolina                 | 27                      | Assistente de palco                         | Porto Alegre - RS                             | Eliminada: Dia 39          | 11                 |               |
| Anna Markun                 | 36                      | Atriz                                       | Rio de Janeiro - RJ                           | Eliminada: Dia 46          | 10                 |               |
| Compadre Washington         | 50                      | Cantor                                      | Salvador - BA                                 | Eliminado: Dia 53          | 9                  |               |
| Gui Pádua                   | 37                      | Paraquedista                                | Pratápolis - MG                               | Eliminado: Dia 60          | 8                  |               |
| Dinei                       | 40                      | Ex-jogador de futebol                       | São Paulo - SP                                | Eliminado: Dia 67          | 7                  |               |
| Thiago Gagliasso            | 22                      | Ator                                        | Rio de Janeiro - RJ                           | Eliminado: Dia 74          | 6                  |               |
| Marlon                      | 33                      | Cantor                                      | Criciúma - SP                                 | Eliminado: Dia 79          | 5                  |               |
| Valesca Popozuda            | 32                      | Cantora                                     | Rio de Janeiro - RJ                           | Eliminada: Dia 84          | 4                  |               |
| Raquel Pacheco              | 26                      | DJ e escritora                              | São Paulo - SP                                | Finalista: Dia 87          | 3                  |               |
| Monique Evans               | 55                      | Apresentadora                               | Rio de Janeiro - RJ                           | Finalista: Dia 87          | 2                  |               |
| Joana Machado               | 30                      | Personal trainer                            | Rio de Janeiro - RJ                           | Finalista: Dia 87          | 1                  |               |
| 5                           | Lui Mendes              | 41                                          | Ator e produtor                               | Rio de Janeiro - RJ        | Eliminado: Dia 11  | 16            |
| 5                           | Gustavo Salyer          | 36                                          | Modelo e ator                                 | Rio de Janeiro - RJ        | Eliminado: Dia 18  | 15            |
| 5                           | Sylvinho Blau-Blau      | 47                                          | Cantor e compositor                           | Rio de Janeiro - RJ        | Eliminado: Dia 25  | 14            |
| 5                           | Shayene Cesário         | 25                                          | Musa do Carnaval                              | Rio de Janeiro - RJ        | Eliminada: Dia 32  | 13            |
| 5                           | Rodrigo Capella         | 30                                          | Humorista                                     | Rio de Janeiro - RJ        | Eliminado: Dia 39  | 12            |
| 5                           | Gretchen                | 53                                          | Cantora                                       | Rio de Janeiro - RJ        | Desistente: Dia 41 | 11            |
| 5                           | Ângela Bismarchi        | 46                                          | Personalidade da mídia                        | Rio de Janeiro - RJ        | Eliminada: Dia 53  | 10            |
| 5                           | Diego Pombo             | 25                                          | Árbitro de futebol                            | Salvador - BA              | Eliminado: Dia 60  | 9             |
| 5                           | Penélope Nova           | 38                                          | Apresentadora                                 | Salvador - BA              | Eliminada: Dia 67  | 8             |
| 5                           | Vavá                    | 38                                          | Cantor e compositor                           | Santos - SP                | Eliminado: Dia 74  | 7             |
| 5                           | Simone Sampaio          | 35                                          | Assistente de palco                           | Carlos Chagas - MG         | Eliminada: Dia 81  | 6             |
| 5                           | Robertha Portella       | 26                                          | Bailarina                                     | Rio de Janeiro - RJ        | Eliminada: Dia 88  | 5             |
| 5                           | Nicole Bahls            | 26                                          | Modelo                                        | Londrina - PR              | Eliminada: Dia 91  | 4             |
| 5                           | Leo Áquilla             | 42                                          | Performer                                     | Teófilo Otoni - MG         | Finalista: Dia 94  | 3             |
| 5                           | Felipe Folgosi          | 38                                          | Ator                                          | São Paulo - SP             | Finalista: Dia 94  | 2             |
| 5                           | Viviane Araújo          | 37                                          | Modelo e atriz                                | Rio de Janeiro - RJ        | Finalista: Dia 94  | 1             |
| 6                           |                         |                                             |                                               |                            |                    |               |
| Márcio Duarte               | 39                      | Cantor                                      | Santos - SP                                   | Eliminado: Dia 11          | 16                 |               |
| Lu Schievano                | 38                      | Atriz, cantora e blogueira                  | São Paulo - SP                                | Eliminada: Dia 18          | 15                 |               |
| Aryane Steinkopf            | 25                      | Assistente de palco                         | Vila Velha - ES                               | Eliminada: Dia 25          | 14                 |               |
| Rita Cadillac               | 59                      | Cantora e dançarina                         | Rio de Janeiro - RJ                           | Eliminada: Dia 32          | 13                 |               |
| Ivo Meirelles               | 51                      | Músico e ex-presidente de escola de samba   | Rio de Janeiro - RJ                           | Eliminado: Dia 46          | 12                 |               |
| Scheila Carvalho            | 39                      | Dançarina                                   | Juiz de Fora - MG                             | Eliminada: Dia 53          | 11                 |               |
| Paulo Nunes                 | 41                      | Ex-jogador de futebol e empresário          | Pontalina - GO                                | Eliminado: Dia 67          | 10                 |               |
| Beto Malfacini              | 31                      | Modelo internacional                        | Rio de Janeiro - RJ                           | Eliminado: Dia 74          | 9                  |               |
| Yudi Tamashiro              | 20                      | Apresentador e ídolo teen                   | Santos - SP                                   | Eliminado: Dia 81          | 8                  |               |
| Andressa Urach              | 25                      | Personalidade da mídia                      | Ijuí - RS                                     | Eliminada: Dia 86          | 7                  |               |
| Yani de Simone              | 25                      | Cantora e dançarina                         | Rio de Janeiro - RJ                           | Eliminada: Dia 92          | 6                  |               |
| Gominho                     | 24                      | Repórter                                    | Rio de Janeiro - RJ                           | Eliminado: Dia 96          | 5                  |               |
| Mateus Verdelho             | 29                      | DJ e modelo                                 | Ribeirão Preto - SP                           | Eliminado: Dia 97          | 4                  |               |
| Marcos Oliver               | 36                      | Ator                                        | Taubaté - SP                                  | Finalista: Dia 100         | 3                  |               |
| Denise Rocha                | 29                      | Advogada                                    | Brasília - DF                                 | Finalista: Dia 100         | 2                  |               |
| Bárbara Evans               | 21                      | Modelo                                      | Rio de Janeiro - RJ                           | Finalista: Dia 100         | 1                  |               |
| 7                           |                         |                                             |                                               |                            |                    |               |
| Oscar Maroni                | 63                      | Empresário da noite                         | Jundiaí - SP                                  | Eliminado: Dia 21          | 17                 |               |
| Diego Cristo                | 35                      | Ator e modelo                               | Ponta Grossa - PR                             | Eliminado: Dia 28          | 16                 |               |
| Roy Rosselló                | 43                      | Ex-Menudo                                   | Río Piedras - Porto Rico                      | Eliminado: Dia 35          | 15                 |               |
| Lorena Bueri                | 26                      | Modelo                                      | Pirapora - MG                                 | Eliminada: Dia 42          | 14                 |               |
| Cristina Mortágua           | 44                      | Modelo                                      | Rio de Janeiro - RJ                           | Eliminada: Dia 49          | 13                 |               |
| Robson Caetano              | 50                      | Medalhista olímpico                         | Rio de Janeiro - RJ                           | Eliminado: Dia 56          | 12                 |               |
| Felipeh Campos              | 40                      | Jornalista                                  | São Paulo - SP                                | Eliminado: Dia 63          | 11                 |               |
| Débora Lyra                 | 24                      | Miss Brasil 2010                            | Vila Velha - ES                               | Eliminada: Dia 68          | 10                 |               |
| Bruna Tang                  | 35                      | Apresentadora e cantora                     | Belo Horizonte - MG                           | Eliminada: Dia 70          | 9                  |               |
| Marlos Cruz                 | 35                      | Modelo e ator                               | Rio de Janeiro - RJ                           | Eliminado: Dia 75          | 8                  |               |
| MC Brunninha                | 21                      | Cantora                                     | Rio de Janeiro - RJ                           | Eliminada: Dia 82          | 7                  |               |
| Andréia Sorvetão            | 42                      | Ex-Paquita                                  | Rio de Janeiro - RJ                           | Eliminada: Dia 82          | 6                  |               |
| Leo Rodriguez               | 25                      | Cantor sertanejo                            | Descalvado - SP                               | Eliminado: Dia 84          | 5                  |               |
| Pepê & Neném                | 39                      | Cantoras                                    | Rio de Janeiro - RJ                           | Eliminadas: Dia 87         | 4                  |               |
| Heloisa Faissol †           | 44                      | Socialite e funkeira                        | Rio de Janeiro - RJ                           | Finalista: Dia 90          | 3                  |               |
| Babi Rossi                  | 24                      | Ex-Panicat                                  | São Paulo - SP                                | Finalista: Dia 90          | 2                  |               |
| DH Silveira                 | 27                      | Vocalista da banda Cine                     | São Paulo - SP                                | Finalista: Dia 90          | 1                  |               |
| 8                           |                         |                                             |                                               |                            |                    |               |
| Amaral                      | 42                      | Ex-jogador de futebol                       | Capivari - SP                                 | Eliminado: Dia 10          | 16                 |               |
| Edu K                       | 46                      | Músico                                      | Porto Alegre - RS                             | Eliminado: Dia 17          | 15                 |               |
| Veridiana Freitas           | 27                      | Modelo                                      | Balneário Camboriú - SC                       | Eliminada: Dia 24          | 14                 |               |
| Ovelha                      | 60                      | Cantor                                      | Olinda - PE                                   | Eliminado: Dia 31          | 13                 |               |
| Thiago Servo                | 29                      | Cantor e compositor                         | Maringá - PR                                  | Desistente: Dia 33         | 12                 |               |
| Rebeca Gusmão               | 31                      | Atleta                                      | Brasília - DF                                 | Eliminada: Dia 38          | 11                 |               |
| Li Martins                  | 31                      | Atriz e cantora                             | Sertanópolis - PR                             | Eliminada: Dia 45          | 10                 |               |
| Quelynah                    | 34                      | Cantora                                     | São Paulo - SP                                | Eliminada: Dia 52          | 9                  |               |
| Carla Prata                 | 34                      | Bailarina                                   | Rio de Janeiro - RJ                           | Eliminada: Dia 59          | 8                  |               |
| Mara Maravilha              | 47                      | Apresentadora e cantora                     | Itapetinga - BA                               | Eliminada: Dia 66          | 7                  |               |
| Marcelo Bimbi               | 30                      | Modelo                                      | Rio Branco - AC                               | Eliminado: Dia 71          | 6                  |               |
| João Paulo Mantovani        | 31                      | Modelo                                      | Campinas - SP                                 | Eliminado: Dia 73          | 5                  |               |
| Rayanne Morais              | 27                      | Atriz                                       | Jeceaba - MG                                  | Eliminada: Dia 75          | 4                  |               |
| Luka Ribeiro                | 44                      | Ator                                        | Rio de Janeiro - RJ                           | Finalista: Dia 78          | 3                  |               |
| Ana Paula Minerato          | 24                      | Assistente de palco                         | São Paulo - SP                                | Finalista: Dia 78          | 2                  |               |
| Douglas Sampaio             | 22                      | Ator                                        | Rio de Janeiro - RJ                           | Finalista: Dia 78          | 1                  |               |
| 9                           |                         |                                             |                                               |                            |                    |               |
| Nicole Bahls                | 31                      | Humorista e apresentadora                   | Londrina - PR                                 | Eliminada: Dia 10          | 16                 |               |
| Adriana Bombom              | 43                      | Apresentadora e repórter                    | Rio de Janeiro - RJ                           | Eliminada: Dia 17          | 15                 |               |
| Fábio Arruda †              | 47                      | Consultor de etiqueta e estilo              | Rio de Janeiro - RJ                           | Eliminado: Dia 24          | 14                 |               |
| Dinei                       | 47                      | Ex-jogador de futebol                       | São Paulo - SP                                | Eliminado: Dia 31          | 13                 |               |
| Nahim †                     | 65                      | Apresentador e cantor                       | Miguelópolis - SP                             | Eliminado: Dia 38          | 12                 |               |
| Conrado                     | 49                      | Cantor                                      | Belo Horizonte - MG                           | Eliminado: Dia 45          | 11                 |               |
| Aritana Maroni              | 38                      | Cozinheira                                  | São Paulo - SP                                | Eliminada: Dia 52          | 10                 |               |
| Ana Paula Minerato          | 26                      | Modelo e repórter                           | São Paulo - SP                                | Eliminada: Dia 59          | 9                  |               |
| Marcelo Zangrandi           | 31                      | Humorista e empresário                      | São Paulo - SP                                | Eliminado: Dia 66          | 8                  |               |
| Monique Amin                | 29                      | Modelo e empresária                         | Florianópolis - SC                            | Eliminada: Dia 73          | 7                  |               |
| Yuri Fernandes              | 31                      | Empresário, esportista e modelo             | Goiânia - GO                                  | Eliminado: Dia 80          | 6                  |               |
| Rita Cadillac               | 63                      | Cantora e atriz                             | Rio de Janeiro - RJ                           | Eliminada: Dia 84          | 5                  |               |
| Monick Camargo              | 24                      | Modelo                                      | Anápolis - GO                                 | Eliminada: Dia 85          | 4                  |               |
| Matheus Lisboa              | 27                      | YouTuber                                    | Barra Longa - MG                              | Finalista: Dia 87          | 3                  |               |
| Marcos Härter               | 38                      | Médico                                      | Porto Alegre - RS                             | Finalista: Dia 87          | 2                  |               |
| Flávia Viana                | 33                      | Atriz                                       | São Paulo - SP                                | Finalista: Dia 87          | 1                  |               |
| 10                          |                         |                                             |                                               |                            |                    |               |
| Vida Vlatt                  | 59                      | Atriz e escritora                           | São Paulo - SP                                | Eliminada: Dia 10          | 16                 |               |
| Sandro Pedroso              | 34                      | Ator                                        | Ponta Grossa - PR                             | Eliminado: Dia 17          | 15                 |               |
| Ana Paula Renault           | 36                      | Jornalista                                  | Belo Horizonte - MG                           | Eliminado: Dia 24          | 14                 |               |
| Perlla                      | 29                      | Cantora                                     | Nilópolis - RJ                                | Eliminada: Dia 31          | 13                 |               |
| Aloísio Chulapa             | 43                      | Ex-jogador de futebol                       | Atalaia - AL                                  | Eliminado: Dia 38          | 12                 |               |
| Gabi Prado                  | 31                      | Modelo e influenciadora digital             | Brasília - DF                                 | Eliminada: Dia 45          | 11                 |               |
| Nadja Pessoa                | 30                      | Atriz e empresária                          | Recife - PE                                   | Expulsa: Dia 50            | 10                 |               |
| Fernanda Lacerda            | 30                      | Apresentadora e modelo                      | São Bernardo do Campo - SP                    | Eliminada: Dia 52          | 9                  |               |
| Luane Dias                  | 24                      | YouTuber                                    | Nova Iguaçu - RJ                              | Eliminada: Dia 59          | 8                  |               |
| Léo Stronda                 | 26                      | Empresário                                  | Rio de Janeiro - RJ                           | Eliminado: Dia 66          | 7                  |               |
| Cátia Paganote              | 42                      | Artista                                     | Brasília - DF                                 | Expulsa: Dia 73            | 6                  |               |
| Felipe Sertanejo            | 30                      | Atleta e empresário                         | São Paulo - SP                                | Eliminado: Dia 78          | 5                  |               |
| Evandro Santo               | 43                      | Ator e comediante                           | Belo Horizonte - MG                           | Eliminado: Dia 84          | 4                  |               |
| Caique Aguiar               | 24                      | Ator e personal trainer                     | São Paulo - SP                                | Finalista: Dia 87          | 3                  |               |
| João Zoli                   | 26                      | Ator e cantor                               | Niterói - RJ                                  | Finalista: Dia 87          | 2                  |               |
| Rafael Ilha                 | 43                      | Cantor e repórter                           | Rio de Janeiro - RJ                           | Finalista: Dia 87          | 1                  |               |
| 11                          |                         |                                             |                                               |                            |                    |               |
| Drika Marinho               | 40                      | Bailarina e fotógrafa                       | Rio de Janeiro - RJ                           | Eliminada: Dia 10          | 17                 |               |
| Phellipe Haagensen          | 25                      | Ator e cantor                               | Rio de Janeiro - RJ                           | Expulso: Dia 13            | 16                 |               |
| Arícia Silva                | 26                      | Modelo e apresentadora                      | Florianópolis - SC                            | Eliminada: Dia 17          | 15                 |               |
| Túlio Maravilha             | 50                      | Palestrante e comentarista                  | Goiânia - GO                                  | Eliminado: Dia 24          | 14                 |               |
| Tati Dias                   | 29                      | Empresária e chef de cozinha                | São Paulo - SP                                | Eliminada: Dia 31          | 13                 |               |
| Jorge Sousa                 | 38                      | Produtor de eventos                         | Rio de Janeiro - RJ                           | Eliminado: Dia 38          | 12                 |               |
| Bifão                       | 29                      | Chef de cozinha e blogueira                 | Osasco - SP                                   | Eliminada: Dia 45          | 11                 |               |
| Andréa Nóbrega              | 52                      | Atriz e empresária                          | Rio de Janeiro - RJ                           | Eliminada: Dia 52          | 10                 |               |
| Guilherme Leão              | 27                      | Modelo e metroviário                        | São Paulo - SP                                | Eliminado: Dia 59          | 9                  |               |
| Netto                       | 26                      | DJ e empresário                             | Pires do Rio - GO                             | Eliminado: Dia 66          | 8                  |               |
| Thayse Teixeira             | 33                      | Digital influencer                          | Crato - CE                                    | Eliminada: Dia 73          | 7                  |               |
| Viny Vieira                 | 40                      | Ator e apresentador                         | São João Nepomuceno - MG                      | Eliminado: Dia 76          | 6                  |               |
| Rodrigo Phavanello          | 42                      | Ator e empresário                           | Campinas - SP                                 | Eliminado: Dia 84          | 5                  |               |
| Sabrina Paiva               | 24                      | Miss São Paulo e modelo                     | Caconde - SP                                  | Eliminada: Dia 84          | 5                  |               |
| Diego Grossi                | 36                      | Publicitário                                | Brasília - DF                                 | Finalista: Dia 87          | 3                  |               |
| Hari Almeida                | 21                      | Modelo e influencer digital                 | Senador Canedo - GO                           | Finalista: Dia 87          | 2                  |               |
| Lucas Viana                 | 28                      | Modelo e influenciador                      | Ipatinga - MG                                 | Finalista: Dia 87          | 1                  |               |
| 12                          |                         |                                             |                                               |                            |                    |               |
| Fernandinho Beatbox         | 45                      | Músico e produtor musical                   | Taboão da Serra - SP                          | Eliminado: Dia 12          | 20                 |               |
| JP Gadêlha                  | 31                      | Bombeiro e ex-The Circle                    | Recife - PE                                   | Eliminado: Dia 19          | 19                 |               |
| Rodrigo Moraes              | 35                      | Media man e apresentador                    | Diadema - SP                                  | Eliminado: Dia 26          | 18                 |               |
| Lucas Cartolouco            | 25                      | Jornalista e publicitário                   | São Paulo - SP                                | Eliminado: Dia 33          | 17                 |               |
| Carol Narizinho             | 30                      | Modelo e digital influencer                 | Porto Alegre - RS                             | Eliminada: Dia 40          | 16                 |               |
| Luiza Ambiel                | 48                      | Atriz e jornalista                          | Itatiba - SP                                  | Eliminada: Dia 47          | 15                 |               |
| Victoria Villarim           | 29                      | Modelo e bailarina                          | São Paulo - SP                                | Eliminada: Dia 54          | 14                 |               |
| Juliano Ceglia              | 42                      | Apresentador e jornalista                   | São Paulo - SP                                | Eliminado: Dia 61          | 13                 |               |
| Lucas Maciel                | 26                      | Apresentador e criador de conteúdo          | São Paulo - SP                                | Eliminado: Dia 68          | 12                 |               |
| Mirella                     | 25                      | Cantora e digital influencer                | São Caetano do Sul - SP                       | Eliminada: Dia 75          | 11                 |               |
| Raissa Barbosa              | 29                      | Modelo                                      | Rio Branco - AC                               | Eliminada: Dia 82          | 10                 |               |
| Jakelyne Oliveira           | 27                      | Modelo e digital influencer                 | Rondonópolis - MT                             | Eliminada: Dia 89          | 9                  |               |
| Mariano                     | 33                      | Cantor e empresário                         | Campo Grande - MS                             | Eliminado: Dia 96          | 8                  |               |
| Mateus Carrieri             | 53                      | Ator e professor de educação física         | São Paulo - SP                                | Eliminado: Dia 98          | 7                  |               |
| Lidi Lisboa                 | 35                      | Atriz                                       | Guaíra - PR                                   | Eliminada: Dia 100         | 6                  |               |
| Tays Reis                   | 25                      | Singer                                      | Ilhéus - BA                                   | Eliminada: Dia 101         | 5                  |               |
| Lipe Ribeiro                | 28                      | Digital influencer e empresário             | Curitiba - PR                                 | Finalista: Dia 103         | 4                  |               |
| Stéfani Bays                | 25                      | Digital influencer                          | São Leopoldo - RS                             | Finalista: Dia 103         | 3                  |               |
| Biel                        | 24                      | Cantor                                      | Lorena - SP                                   | Finalista: Dia 103         | 2                  |               |
| Jojo Todynho                | 23                      | Cantora e digital influencer                | Rio de Janeiro - RJ                           | Finalista: Dia 103         | 1                  |               |
| 13                          |                         |                                             |                                               |                            |                    |               |
| Medrado                     | 28                      | Cantora e compositora                       | Guarulhos - SP                                | Desistente: Dia 12         | 22                 |               |
| Liziane Gutierrez           | 35                      | Modelo e influenciadora digital             | Rio de Janeiro - RJ                           | Eliminada: Dia 12          | 21                 |               |
| Nego do Borel               | 29                      | Cantor                                      | Rio de Janeiro - RJ                           | Expulso: Dia 14            | 20                 |               |
| Mussunzinho                 | 28                      | Ator                                        | Rio de Janeiro - RJ                           | Eliminado: Dia 19          | 19                 |               |
| Erika Schneider             | 30                      | Bailarina e influenciadora digital          | São Roque - SP                                | Eliminada: Dia 26          | 18                 |               |
| Victor Pecoraro             | 43                      | Ator                                        | São Caetano do Sul - SP                       | Eliminado: Dia 33          | 17                 |               |
| Lary Bottino                | 23                      | Influenciadora digital e modelo             | Rio de Janeiro - RJ                           | Eliminada: Dia 40          | 16                 |               |
| Tati Quebra Barraco         | 41                      | Cantora e compositora                       | Rio de Janeiro - RJ                           | Eliminada: Dia 47          | 15                 |               |
| Erasmo Viana                | 36                      | Empresário e influenciador digital          | Salvador - BA                                 | Eliminado: Dia 54          | 14                 |               |
| Tiago Piquilo               | 37                      | Cantor e compositor                         | Fartura - SP                                  | Eliminado: Dia 61          | 13                 |               |
| Valentina Francavilla       | 41                      | Atriz e radialista                          | Roma - Itália                                 | Eliminada: Dia 68          | 12                 |               |
| Gui Araujo                  | 33                      | Apresentador e empresário                   | São Paulo - SP                                | Eliminado: Dia 75          | 11                 |               |
| Dayane Mello                | 32                      | Empresária e modelo                         | Joinville - SC                                | Eliminada: Dia 82          | 10                 |               |
| Mileide Mihaile             | 32                      | Influenciadora digital                      | Imperatriz - MA                               | Eliminada: Dia 89          | 9                  |               |
| MC Gui                      | 23                      | Cantor                                      | São Paulo - SP                                | Eliminado: Dia 93          | 8                  |               |
| Aline Mineiro               | 29                      | Atriz e empresária                          | São Paulo - SP                                | Eliminada: Dia 93          | 8                  |               |
| Dynho Alves                 | 25                      | Cantor e dançarino                          | Ponta Porã - MS                               | Eliminado: Dia 94          | 6                  |               |
| Sthe Mattos                 | 21                      | Influenciadora digital                      | Salvador - BA                                 | Eliminada: Dia 94          | 6                  |               |
| Marina Ferrari              | 28                      | Influenciadora digital e empresária         | Maceió - AL                                   | Finalista: Dia 96          | 4                  |               |
| Solange Gomes               | 47                      | Escritora e colunista                       | Rio de Janeiro - RJ                           | Finalista: Dia 96          | 3                  |               |
| Bil Araújo                  | 29                      | Educador físico e modelo                    | Vila Velha - ES                               | Finalista: Dia 96          | 2                  |               |
| Rico Melquiades             | 30                      | Humorista e influenciador digital           | Maceió - AL                                   | Finalista: Dia 96          | 1                  |               |
| 14                          |                         |                                             |                                               |                            |                    |               |
| Bruno Tálamo                | 33                      | Repórter e colunista                        | São Paulo - SP                                | Eliminado: Dia 12          | 21                 |               |
| Ingrid Ohara                | 25                      | Apresentadora e influenciadora              | Belém - PA                                    | Eliminada: Dia 19          | 20                 |               |
| Rosiane Pinheiro            | 48                      | Dançarina e repórter                        | São Gonçalo - RJ                              | Eliminada: Dia 26          | 19                 |               |
| Tati Zaqui                  | 28                      | Cantora                                     | São Caetano do Sul - SP                       | Eliminada: Dia 33          | 18                 |               |
| Thomaz Costa                | 22                      | Ator e influenciador                        | São Paulo - SP                                | Eliminado: Dia 40          | 17                 |               |
| Tiago Ramos                 | 24                      | Jogador de futebol e modelo                 | Taguatinga - DF                               | Expulso: Dia 41            | 16                 |               |
| Shayan Haghbin (Shay)       | 31                      | Influenciador digital                       | Teerã - Irã                                   | Expulso: Dia 41            | 15                 |               |
| Vini Büttel                 | 32                      | Influenciador digital e cinematografista    | Petrópolis - RJ                               | Eliminado: Dia 47          | 14                 |               |
| Lucas Santos                | 21                      | Ator e cantor                               | São Paulo - SP                                | Eliminado: Dia 54          | 13                 |               |
| Alex Gallete                | 33                      | Apresentador e ator                         | Aracaju - SE                                  | Eliminado: Dia 61          | 12                 |               |
| Deborah Albuquerque         | 37                      | Ex-dançarina e atriz                        | São Paulo - SP                                | Eliminada: Dia 61          | 12                 |               |
| Ruivinha de Marte           | 25                      | Digital influencer e cantora                | Urucará - AM                                  | Eliminada: Dia 68          | 10                 |               |
| Kerline Cardoso             | 30                      | Digital influencer e designer de moda       | Fortaleza - CE                                | Eliminada: Dia 75          | 9                  |               |
| Deolane Bezerra             | 34                      | Advogada e influenciadora digital           | Vitória de Santo Antão - PE                   | Desistente: Dia 85         | 8                  |               |
| Pétala Barreiros            | 23                      | Influenciadora digital e empresária         | Ribeirão Preto - SP                           | Desistente: Dia 86         | 7                  |               |
| Ellen Cardoso (Moranguinho) | 41                      | Dançarina e influenciadora digital          | São Paulo - SP                                | Eliminada: Dia 89          | 6                  |               |
| André Marinho               | 43                      | Cantor e criador de conteúdo                | Rio de Janeiro - RJ                           | Eliminado: Dia 93          | 5                  |               |
| Pelé Milflows               | 22                      | Rapper                                      | São Gonçalo -RJ                               | Eliminado: Dia 94          | 4                  |               |
| Iran Malfitano              | 40                      | Ator                                        | Belo Horizonte - MG                           | Finalista: Dia 96          | 3                  |               |
| Bia Miranda                 | 18                      | Dançarina e modelo                          | Rio de Janeiro - RJ                           | Finalista: Dia 96          | 2                  |               |
| Bárbara Borges              | 43                      | Atriz                                       | Rio de Janeiro - RJ                           | Finalista: Dia 96          | 1                  |               |
| 15                          |                         |                                             |                                               |                            |                    |               |
| Nathalia Valente            | 20                      | Influenciadora digital                      | São Paulo - SP                                | Eliminada: Dia 12          | 22                 |               |
| Darlan Cunha (Laranjinha)   | 35                      | Ator                                        | Rio de Janeiro - RJ                           | Eliminado: Dia 19          | 21                 |               |
| Cariúcha                    | 32                      | Cantora de funk                             | Nova Iguaçu - RJ                              | Eliminada: Dia 26          | 20                 |               |
| Rachel Sheherazade          | 50                      | Jornalista                                  | João Pessoa - PB                              | Expulsa: Dia 33            | 19                 |               |
| Kamila Simioni              | 37                      | Empresária e influenciadora digital         | Belo Horizonte - MG                           | Eliminado: Dia 40          | 18                 |               |
| Jenny Miranda               | 34                      | Influenciadora digital                      | São Paulo - SP                                | Eliminada: Dia 47          | 17                 |               |
| Henrique Martins            | 31                      | Ex-nadador olímpico e Mister Brasil 2023    | Campinas - SP                                 | Eliminado: Dia 54          | 16                 |               |
| Sander Mecca                | 40                      | Músico e escritor                           | São Paulo - SP                                | Eliminado: Dia 61          | 15                 |               |
| Lucas Souza                 | 23                      | Coach de finanças                           | Passos - MG                                   | Desistente: Dia 67         | 14                 |               |
| Alicia X                    | 23                      | Influenciadora digital, atriz e cantora     | Taboão da Serra - SP                          | Eliminada: Dia 68          | 13                 |               |
| Kally Fonseca               | 30                      | Cantora e apresentadora                     | Natal - RN                                    | Eliminada: Dia 75          | 12                 |               |
| Yuri Meirelles              | 22                      | Modelo e empresário                         | Rio de Janeiro - RJ                           | Eliminado: Dia 82          | 11                 |               |
| Radamés Furlan              | 37                      | Jogador de futebol e empresário             | Rio de Janeiro - RJ                           | Eliminado: Dia 89          | 10                 |               |
| Cezar Black                 | 35                      | Enfermeiro e influenciador digital          | Salvador - BA                                 | Eliminado: Dia 89          | 9                  |               |
| Shayan Haghbin (Shay)       | 32                      | Empresário e assessor de investimento       | Teerã - Irã                                   | Eliminado: Dia 91          | 8                  |               |
| Nadja Pessoa                | 35                      | Influenciadora digital e atriz              | Recife - PE                                   | Eliminada: Dia 91          | 7                  |               |
| Lily Nobre                  | 21                      | Influenciadora digital e atriz              | Rio de Janeiro - RJ                           | Eliminada: Dia 94          | 6                  |               |
| Tonzão Chagas               | 35                      | Funkeiro e dançarino                        | Rio de Janeiro - RJ                           | Eliminado: Dia 94          | 6                  |               |
| WL Guimarães                | 24                      | Influenciador digital                       | Duque de Caxias - RJ                          | Finalista: Dia 96          | 4                  |               |
| Márcia Fu                   | 54                      | Ex-jogadora de vôlei e empresária           | Juiz de Fora - MG                             | Finalista: Dia 96          | 3                  |               |
| André Gonçalves             | 47                      | Ator                                        | Rio de Janeiro - RJ                           | Finalista: Dia 96          | 2                  |               |
| Jaquelline Grohalski        | 29                      | Modelo, apresentadora e cantora             | Rolim de Moura - RO                           | Finalista: Dia 96          | 1                  |               |
| 16                          |                         |                                             |                                               |                            |                    |               |
| Vivi Fernandez              | 46                      | Atriz                                       | Brasília - DF                                 | Eliminada: Dia 12          | 24                 |               |
| Larissa Tomásia             | 28                      | Influenciadora digital e modelo             | Limoeiro - PE                                 | Eliminada: Dia 19          | 23                 |               |
| Raquel Brito                | 23                      | Influenciadora digital e manicure           | Salvador - BA                                 | Retirada: Dia 22           | 22                 |               |
| Cauê Fantin                 | 26                      | Diretor, ator e produtor                    | Itapecerica da Serra - SP                     | Eliminado: Dia 26          | 21                 |               |
| Suelen Gervásio (Sue)       | 28                      | Influenciadora digital e modelo             | Rio de Janeiro - RJ                           | Eliminada: Dia 33          | 20                 |               |
| Julia Simoura               | 20                      | Atriz                                       | Belo Horizonte - MG                           | Eliminada: Dia 40          | 19                 |               |
| Zaac                        | 31                      | Cantor e compositor                         | Diadema - SP                                  | Desistente: Dia 43         | 18                 |               |
| Fernanda Campos             | 27                      | Influenciadora digital e modelo             | Alpinópolis - MG                              | Desistente: Dia 43         | 17                 |               |
| Camila Moura                | 30                      | Professora e influenciadora digital         | Rio de Janeiro - RJ                           | Eliminada: Dia 47          | 16                 |               |
| Zé Love                     | 36                      | Ex-jogador profissional de futebol          | Promissão - SP                                | Eliminado: Dia 54          | 15                 |               |
| Gizelly Bicalho             | 33                      | Advogada criminalista e empresária          | Iúna - ES                                     | Eliminada: Dia 61          | 14                 |               |
| Babi Muniz                  | 34                      | Atriz, modelo e influenciadora digital      | São Paulo - SP                                | Eliminada: Dia 68          | 13                 |               |
| Fernando Presto (Fer)       | 38                      | Chef de cozinha e artesão em couro          | Mogi das Cruzes - SP                          | Eliminado: Dia 75          | 12                 |               |
| Flora Cruz                  | 21                      | Influenciadora digital, modelo e empresária | Rio de Janeiro - RJ                           | Eliminada: Dia 82          | 11                 |               |
| Luana Targinno              | 27                      | Influenciadora digital e empresária         | Recife - PE                                   | Eliminada: Dia 89          | 10                 |               |
| Flor Fernandez              | 60                      | Apresentadora e ex-jurada                   | São Caetano do Sul - SP                       | Eliminada: Dia 89          | 9                  |               |
| Albert Bressan              | 54                      | Empresário                                  | Ribeirão Pires - SP                           | Eliminado: Dia 92          | 8                  |               |
| Gilson de Oliveira (Gilsão) | 42                      | Personal trainer                            | Rio de Janeiro - RJ                           | Eliminado: Dia 93          | 7                  |               |
| Vanessa Carvalho (Nêssa)    | 35                      | Atriz e influenciadora digital              | Teófilo Otoni - MG                            | Eliminada: Dia 94          | 6                  |               |
| Juninho Bill                | 47                      | Cantor, compositor e produtor               | Guarulhos - SP                                | Eliminado: Dia 94          | 5                  |               |
| Gui Vieira                  | 21                      | Ator e modelo                               | São Paulo - SP                                | Finalista: Dia 96          | 4                  |               |
| Yuri Bonotto                | 34                      | Influenciador digital e modelo              | Porto Alegre - RS                             | Finalista: Dia 96          | 3                  |               |
| Sidney Sampaio              | 44                      | Ator e apresentador                         | Lucélia - SP                                  | Finalista: Dia 96          | 2                  |               |
| Sacha Bali                  | 43                      | Ator e diretor                              | Rio de Janeiro - RJ                           | Finalista: Dia 96          | 1                  |               |